# Вулиця Боярка (Рівне)
Вулиця Боярка — одна з вулиць міста Рівне, розташована в однойменній місцевості.

## Історія
Назва вулиці походить від назви місцевості Боярка. Найдавніші вісті про Боярку зафіксовані в 1882 році. Назва її пов'язана з прізвищем Бояр, де приховане однозвучне слово кількох значень: «великий землевласник», «особа найвищого стану серед службовців» та ін. На початку 19 століття Боярка була чеською колонією, яка згодом стала розростатись у напрямку с. Обарів, породивши й Боярку Другу, Боярку Третю, де, крім чехів, осіли поляки, місцеві поселенці. 

## Розташування

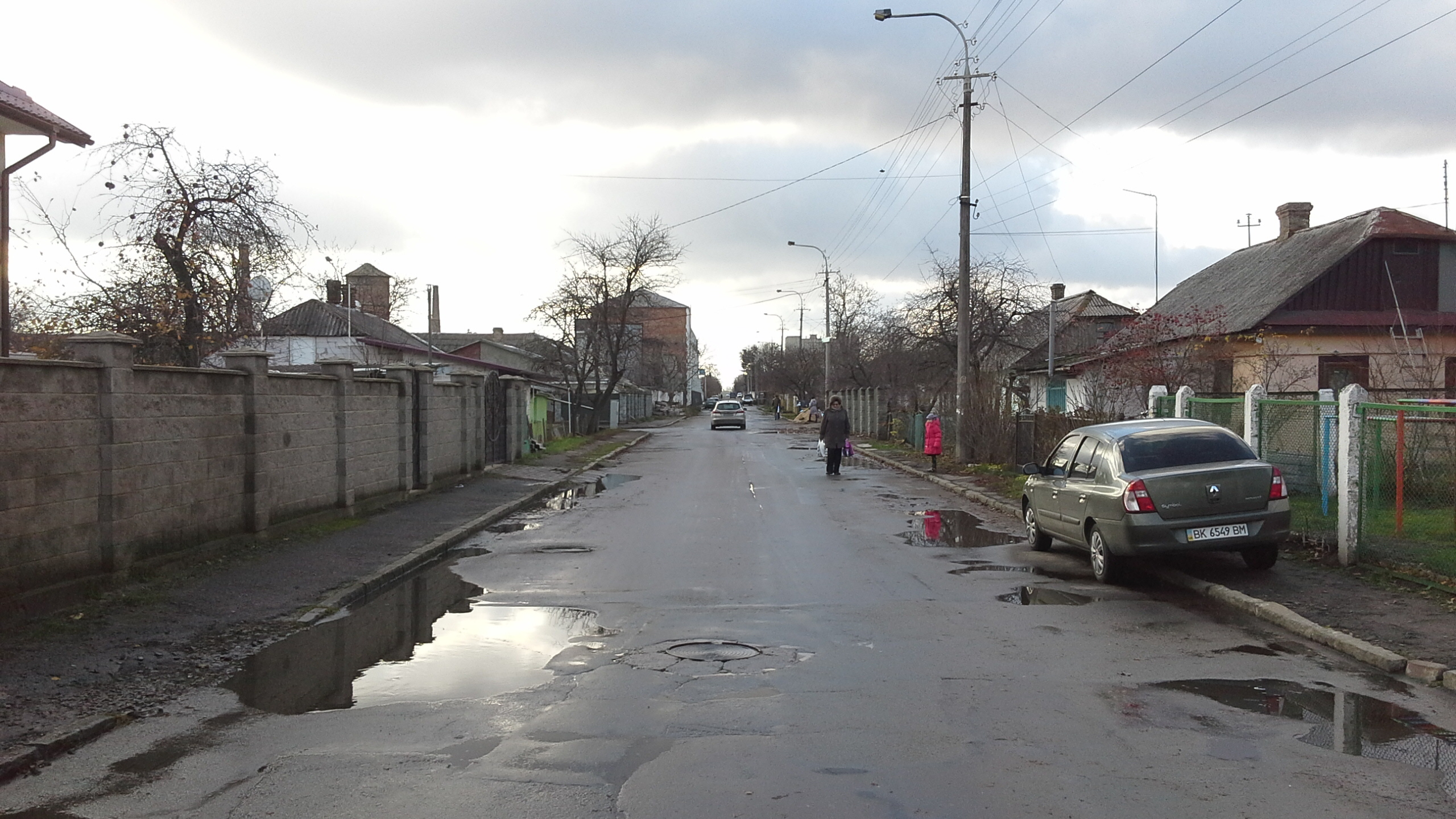
Краєвид в бік вулиці Макарова

Вулиця Боярка пролягає на захід від вулиці Олени Теліги і впирається у вулицю Макарова.
З непарного боку вулицю перетинають, або до неї прилучаються:
- провулок Боярка
- вулиця Бориса Шведа
- вулиця Луцька
- вулиця Вінницька
- провулок Вінницький

## Будівлі, споруди
Навпроти початку вулиці Боярка розташований Рівненський військовий госпіталь. На вулиці розташована в основному приватна житлова забудова. В будинку за адресою вул. Боярка, 40 розташоване Приватне акціонерна товариство "Рівнеліфт".